# Anton Aulke
Anton Aulke (* 14. Juli 1887 in Senden (Westfalen); † 19. Dezember 1974 in Warendorf) war ein deutscher Gymnasiallehrer und als Schriftsteller ein bedeutender Vertreter mundartlicher Dichtung im Münsterland.

## Leben
Anton Aulke besuchte von 1903 bis 1908 das Gymnasium Laurentianum in Warendorf und legte dort sein Abitur ab. 1908 trat er in Breslau der katholischen Studentenverbindung W.K.St.V. Guestfalia-Unitas bei. Von 1929 bis zu seiner Pensionierung im Jahre 1952 war er Lehrer für Deutsch und Latein am Laurentianum.
Anton Aulke war verheiratet mit Juliana geb. Epping und verstarb 1974 in Warendorf im Alter von 87 Jahren.

## Künstlerisches Schaffen
Aulke wird zu den bedeutenden Vertretern mundartlicher Dichtung im Münsterland gezählt, da er neben wenigen hochdeutschen Werken überwiegend plattdeutsche Stücke veröffentlicht hat. Er war bekannt als Erzähler, Lyriker und Hörspielautor. Unzählige seiner Hörspiele wurde im NWDR, WDR und NDR gesendet.

## Auszeichnungen
- 1952 Klaus-Groth-Preis
- 1955 Kulturpreis der Stadt Warendorf
- 1961 Annette-von-Droste-Hülshoff-Preis
- 1962 Ehrenbürger von Senden
- 1967 Goldener Ehrenring der Stadt Warendorf

## Werke (Auswahl)
- De Düwel up’n Klockenstohl un annere Vertellßells ut’t Mönsterland. Unna 1940
- Nies. En plasseerlick Bok van Buren, Swien, Spök, hauge Härens un en unwiesen Kerl. Münster 1936
- Siskus, Wiskus, ick kann häxen. Füfftig mehrst lustige Geschichten. Münster 1968
- Anton Aulke Lesebuch. Zusammengestellt und mit einem Nachwort von Klaus Gruhn (= Nylands Kleine Westfälische Bibliothek, Band 25). Aisthesis, Bielefeld 2011, ISBN 978-3-89528-812-8.

## Hörspiele
- 1954: Nies, der westfälische Eulenspiegel (1. Teil: Mord un Dautslagg/Nies kureert Küotter Kloawerkamp), Regie Wilhelm Wahl
- 1954: Nies, der westfälische Eulenspiegel (2. Teil: De Wedde Wiskus/Siskus, Wiskus), Regie Wilhelm Wahl
- 1955: Daud un Düwel tom Spiet. Eine plattdeutsche Tragikomödie, Regie Wilhelm Wahl (Original-Hörspiel)
- 1955: Nies, der westfälische Eulenspiegel (3. Teil: Nies un de Revolution von achteinhunnertachtunvättig), Regie Wilhelm Wahl
- 1956: Nobiskrog. Een Spiell tüsken Liäven un Daud. Plattdeutsches Traumspiel, Regie Wilhelm Wahl
- 1956: Twillinge. Ein heiteres plattdeutsches Spiel aus der guten alten Zeit, Regie Wilhelm Wahl (Original-Hörspiel)
- 1956: Dat daude Hus, Regie Wilhelm Wahl (Original-Hörspiel)
- 1957: Een Kind un dreimaol Hochtied, Regie Wilhelm Wahl (Original-Hörspiel)
- 1957: De Düvel up’n Klockenstohl, Regie Wilhelm Wahl (Original-Hörspiel)
- 1958: Wu Natz Störbroks üm dat Donnerdaggsföllen friede, Regie Wolfram Rosemann
- 1958: Du saß dat Supen laoten, Regie Wolfram Rosemann (Original-Hörspiel)
- 1960: De Spökenkieker, Regie Wolfram Rosemann (Original-Hörspiel)
- 1960: Wenn aolle Schüren briännt, Regie Wolfram Rosemann (Original-Hörspiel)
- 1961: De Geldbül, Regie Wolfram Rosemann (Original-Hörspiel)
- 1962: Unnerweggens nao Hus, Regie Wolfram Rosemann (Original-Hörspiel)
- 1962: Pastor in Holsken, Regie Wolfram Rosemann